# اندیس جزیره فارو
جزیره فارو یک اندیس فلزی است که در  استان هرمزگان قرار دارد و مادهٔ معدنی موجود در آن، آهن است.سنگ میزبان این اندیس ژیپس و انیدریت آغشته به مارن و اکسید آهن است و دیرینگی آن به دوران پرکامرین می‌رسد. 